# Patrick Rice
Patrick Michael Rice (septiembre de 1945, Fermoy - 8 de julio de 2010, Estados Unidos), también conocido como Patricio Rice, fue un sacerdote irlandés y activista por los derechos humanos. Fue secuestrado durante la última dictadura militar en Argentina en calidad de detenido-desaparecido.

## Biografía
Nació en Irlanda, en el seno de una familia rural. Estudió filosofía y teología. En 1970 decidió ir a Argentina y conseguir la ciudadanía. Se ordenó sacerdote católico en la congregación Misioneros del Verbo Divino y en 1972 entró en la Fraternidad Hermanos del Evangelio Carlos de Foucauld. Hizo sus primeros trabajos en la provincia de Santa Fe. Luego se instaló en Buenos Aires para continuar con su labor. Vivió en La Boca y luego en la villa porteña N.º 3 en Villa Soldati. También se desempeñó como carpintero en distintas compañías de la construcción. En esta villa miseria comenzó un gran trabajo social con vecinos de la organización, de las cooperativas y de la Misión Católica. Como sacerdote trabajó con el padre Carlos Bustos en una capilla de la villa. Luego conoció un grupo de laicos, entre los cuales estaba la joven catequista Fátima Cabrera, quien más tarde iba a ser su mujer. Ambos fueron secuestrados durante la dictadura terrorista el 11 de octubre de 1976 en La Boca por fuerzas de seguridad. Rice fue encapuchado y brutalmente torturado y la Comisión Interamericana de Derechos Humanos se hizo eco de su situación. Tras presiones del gobierno irlandés, Patrick fue finalmente liberado. Al poco tiempo se exilió en Londres y volvió al país en 1984. La mayoría de sus compañeros de aquellos años fueron asesinados o se encuentran desaparecidos. Tras renunciar como sacerdote, formó una familia con Fátima Cabrera y tuvieron tres hijos: Carlos, Amy y Blanca. Desde entonces, Rice hizo una gran labor en defensa de los Derechos Humanos, hasta ser uno de los referentes más importantes. Radio Gráfica de Buenos Aires bautizó con su nombre Estudio Patrick Rice, para grabaciones y artísticas, y producciones de televisión.